# Luis Moyano
Luis Ministro Moyano (* 24. März 1976) ist ein ehemaliger argentinischer Straßenradrennfahrer.
Luis Moyano wurde 2002 argentinischer Meister im Straßenrennen und belegte den zweiten Platz bei einem Teilstück der Vuelta a Navarra. Im nächsten Jahr gewann er eine Etappe bei der Vuelta a la Comunidad de Madrid. 2006 fuhr Moyano ab 20. Juli für das kolumbianische Continental Team Atom. In der Saison 2008 wurde er Dritter beim Memorial Zunzarren und  Etappenzweiter bei der Vuelta Ciclista a León.

## Erfolge
2002
- Argentinischer Meister – Straßenrennen

2003
- eine Etappe Vuelta a la Comunidad de Madrid

## Teams
- 2006 Atom (ab 20.07.)